# Julie Anderson
Julie M. Anderson (geb. vor 1987) ist eine Produzentin von Dokumentarfilmen.

## Karriere
Bei der Oscarverleihung 2012 wurde Anderson für ihren Film Gott ist größer als Elvis zusammen mit Rebecca Cammisa für den Oscar in der Kategorie Bester Dokumentar-Kurzfilm nominiert war. Sie ist zudem Trägerin eines News & Documentary Emmy Awards für The African Americans: Many Rivers to Cross with Henry Louis Gates, Jr. (2014) und wurde für zwei weitere News & Documentary Emmys sowie zwei Primetime Emmy Awards nominiert. Neben ihrer Tätigkeit als Produzentin führte Anderson bei Arthur Ashe: Citizen of the World auch die Regie und war 1978 als Assistant Director an Berserker beteiligt.
Im Jahr 2022 wurde sie in die Academy of Motion Picture Arts and Sciences (AMPAS) berufen, die alljährlich die Oscars vergibt.

## Filmografie
- 1987: Berserker
- 1994: Arthur Ashe: Citizen of the World (Dokumentar-Fernsehfilm)
- 1994: Erase the Hate (Dokumentar-Fernsehfilm)
- 1995: Real Sports with Bryant Gumbel (Fernsehserie)
- 1999–2002: Real Sex (Dokumentar-Fernsehserie)
- 1999–2002: Taxicab Confessions (Fernsehserie)
- 2000: G String Divas (Fernsehserie)
- 2000: My Khmer Heart (Dokumentarfilm)
- 2000: Pitch Black – Planet der Finsternis (Pitch Black)
- 2002: Cathouse (Dokumentar-Fernsehfilm)
- 2002: Gladiator Days: Anatomy of a Prison Murder (Dokumentar-Fernsehfilm)
- 2002: Journeys with George (Dokumentarfilm)
- 2002: American Standoff (Dokumentarfilm)
- 2003: Shelter Dogs (Dokumentarfilm)
- 2004: Pornucopia: Going Down in the Valley (Dokumentar-Fernseh-Mehrteiler)
- 2012: Gott ist größer als Elvis (God Is the Bigger Elvis) (Dokumentar-Kurzfilm)
- 2013: ANNIE: It’s the Hard-Knock Life, from Script to Stage (Dokumentar-Fernsehfilm)

## Nominierungen & Auszeichnungen (Auswahl)
- 2002: Emmy-Nominierung für Taxicab Confessions (zusammen mit Sheila Nevins, Phe Caplan, Harry Gantz und Joe Gantz)[2]
- 2003: Emmy-Nominierung für Journeys with George (zusammen mit Sheila Nevins und Alexandra Pelosi)[3]
- 2003: News-&-Documentary-Emmy-Award-Nominierung für Devil's Playground (zusammen mit Julie Goldman, Sheila Nevins, Nancy Abraham, Steven Cantor, Daniel Laikind, Toby Oppenheimer und Lucy Walker)[4]
- 2004: News-&-Documentary-Emmy-Award-Nominierung für Sister Helen (zusammen mit Sheila Nevins, Lisa Heller, Rebecca Cammisa und Rob Fruchtman)[5]
- 2012: Oscar-Nominierung in der Kategorie Bester Dokumentar-Kurzfilm für Gott ist größer als Elvis (zusammen mit Rebecca Cammisa)[6]
- 2014: News & Documentary Emmy Award für The African Americans: Many Rivers to Cross with Henry Louis Gates, Jr. (zusammen mit Henry Louis Gates, Peter W. Kunhardt, Dyllan McGee, Stephen Segaller, Rachel Dretzin, Leslie Asako Gladsjo, Sabin Streeter, Jamila Wignot und Phil Bertelsen)[7]